# لاهوت السلطة
لاهوت السلطة هي مجموعة من الأفكار المسيحية السياسية التي تؤمن أن دين الدولة يجب أن يكون المسيحية وأن تسير وفقاً لقوانين ومبادئ الكتاب المقدس، يتواجد الكثير من المسيحيين وخصوصاً في الولايات المتحدة من يؤمنون بهذا اللاهوت.